# Trixie Mattel

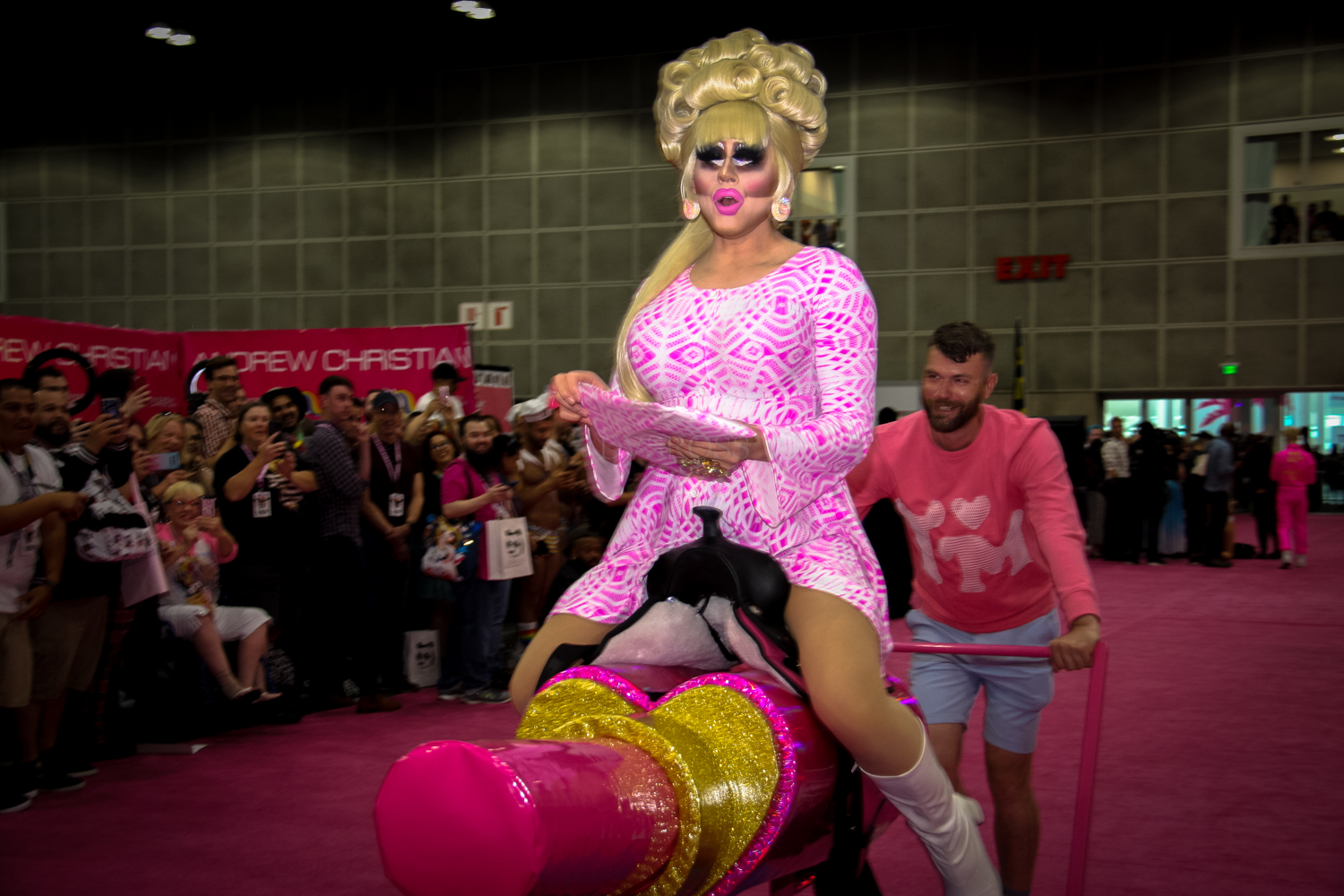
Trixie Mattel en 2019

Trixie Mattel (Silver Cliff; 23 de agosto de 1989) es el nombre artístico de Brian Michael Firkus, una drag queen, cantautora, dj, actriz, empresaria y celebridad de internet estadounidense. Es reconocida por haber participado en la séptima temporada de RuPaul's Drag Race, donde fue eliminada en el episodio cuatro; pero más tarde regresó y, finalmente, terminó en sexto lugar. Es también conocida por la webserie UNHhhh la cual comparte con Katya Zamolodchikova. En 2017 estrenó su álbum country Two Birds. En 2018 ganó la tercera temporada de RuPaul's Drag Race: All Stars y lanzó su segundo álbum de estudio: One Stone. Su empresa, Trixie Cosmetics fue fundada en 2019 bajo la idea de hacer maquillaje de buena calidad en empaques divertidos que evoquen la nostalgia de la niñez.

## Comienzos
Nacida en una familia nativa americana, Trixie creció en Milwaukee y es mitad ojibwa. Fue al colegio con su luego compañera en Drag Race, Max. Brian comenzó a hacer drag a la edad de 19 años, apareciendo en una performance de The Rocky Horror Picture Show. Su nombre artístico proviene del abuso de su padrastro, quien solía llamarla "Trixie" cuando actuaba con gestualidad femenina; y su gusto por las muñecas Barbie y otros juguetes para niños de Mattel.

## Carrera

### RuPaul's Drag Race
Trixie Mattel compitió en la temporada 7 de RuPaul's Drag Race. Su audición inicial incluía una imitación de Ana Frank, la cual fue considerada demasiado ofensiva para mostrar en televisión. Trixie fue eliminada controversialmente en el episodio 4, llevando a los fans a cuestionar si el programa estaba guionado, con notables drag queens como Lady Bunny tuiteando su confusión con respecto a la decisión. Trixie fue llamada a regresar al programa en el episodio 8, ganando el desafío "Conjoined Twins" con Pearl, pero fue eliminada otra vez en el episodio 10, finalizando en el puesto número 6 de la competencia. En 2018 volvió a Drag Race, esta vez en el formato All Stars junto a drag queens de otras temporadas. Trixie terminó la temporada siendo coronada como ganadora el 15 de marzo de 2018 tras vencer a Kennedy Davenport en un lipsync for her legacy y accediendo a un puesto de honor en el Hall of Fame of Drag (junto a Chad Michaels y Alaska).

### Otros proyectos

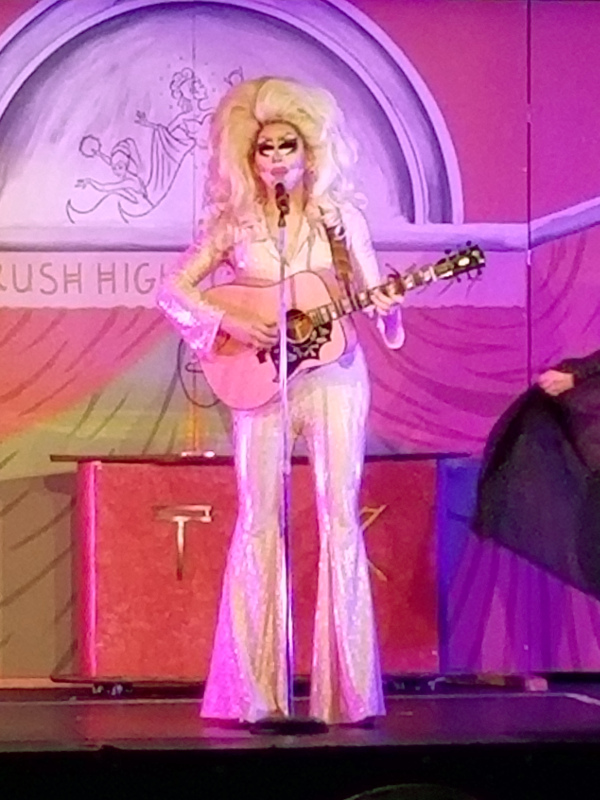
Trixie Mattel en 2017

A pesar de haber quedado en sexto lugar, Trixie fue una de las estrellas de la temporada 7 de Drag Race, haciendo roles en televisión, produciendo una webserie llamada UNHhhh con su compañera de temporada y amiga cercana Katya Zamolodchikova, y actuando.
Brian también optó por mudarse a Los Ángeles. Trixie ha empezado a presentar su show de stand-up "Ages 3 And Up" mundialmente y ha ganado popularidad como cantante, con su álbum folk/country Two Birds, estrenado el 2 de mayo de 2017. Tras vencer en Drag Race All Stars, estrenó su segundo álbum de estudio: One Stone.
El 14 de julio de 2020, Trixie Mattel y Katya lanzaron su primer libro, titulado Trixie and Katya's Guide to Modern Womanhood. El libro, publicado por Plume Books, alcanzó el segundo puesto de la lista de best sellers del New York Times en su primera semana a la venta.

## Vida personal
Firkus es vegetariano.

## Filmografía

### Televisión
| Año  | Título                                 | Papel                    | Notas                              | Ref..  |
| ---- | -------------------------------------- | ------------------------ | ---------------------------------- | ------ |
| 2015 | RuPaul's Drag Race                     | Ella misma (competidora) | Temporada 7 – 6.º lugar            | [ 12 ] |
| 2015 | Hey Qween                              | Ella misma (invitada)    |                                    |        |
| 2016 | Gay of Thrones                         |                          |                                    |        |
| 2016 | American Horror Story: Roanoke         | Ella misma               | Temporada 6 (Roanoke), Episodio 10 | [ 13 ] |
| 2016 | Gay for Play Game Show Starring RuPaul | Ella misma               | Temporadas 1 y 2                   |        |
| 2017 | The Trixie and Katya Show              | Ella misma               |                                    |        |
| 2018 | RuPaul's Drag Race: All Stars          | Ella misma (competidora) | Temporada 3 - Ganadora             |        |
| 2018 | RuPaul's Drag Race                     | Ella misma (invitada)    | Temporada 10                       |        |

### Web series
| Año           | Título   | Papel      | Notas                                                  | Ref.   |
| 2015          | Untucked | Ella misma | Detrás de escena de Rupaul's Drag Race                 | [ 14 ] |
| 2016-presente | UNHhhh   | Ella misma | Producido por World of Wonder con Katya Zamolodchikova |        |

## Discografía

### Álbumes de estudio
| Título    | Detalles de álbum                                               | Posiciones de gráfico de la cumbre | Posiciones de gráfico de la cumbre | Posiciones de gráfico de la cumbre | Posiciones de gráfico de la cumbre | Posiciones de gráfico de la cumbre | Posiciones de gráfico de la cumbre | Posiciones de gráfico de la cumbre | Posiciones de gráfico de la cumbre |
| Título    | Detalles de álbum                                               | Folk EE. UU.                       | Ventas de EE.UU.                   | EE. UU. Indies                     | US Heat                            | NZ                                 | SCO                                | UK Country                         | Reino Unido Indie                  |
| --------- | --------------------------------------------------------------- | ---------------------------------- | ---------------------------------- | ---------------------------------- | ---------------------------------- | ---------------------------------- | ---------------------------------- | ---------------------------------- | ---------------------------------- |
| Two Birds | - Estreno: 2 de mayo de 2017 - Formatos: CD, descarga digital   | 16                                 | 68                                 | 6                                  | 2                                  | -                                  | 93                                 | 5                                  | 28                                 |
| One Stone | - Estreno: 16 de marzo de 2018 - Formatos: CD, descarga digital | -                                  | -                                  | -                                  | -                                  | -                                  | 72                                 | -                                  | -                                  |

### EP
| Título             | Año  | Canciones | Notas              |
| ------------------ | ---- | --- | ------------------ |
| Greener            | 2009 | - "Where The Grass Is Much Greener" - "Still Can't Have You" - "Hello, Goodbye, Hello"                                   | como Brian Firkus  |
| Homemade Christmas | 2017 | - "Christmas Without You" - "The Night Before Contact" (feat. Katya Zamolochikova) - "All I Want For Christmas Is Nudes" | como Trixie Mattel |

### Singles
| Título                                      | Año  | Álbum     | Notas                           |
| ------------------------------------------- | ---- | --------- | ------------------------------- |
| "Where The Grass Is Much Greener"           | 2009 | Greener   | como Brian Firkus               |
| "You Belong To Me"                          | 2009 | -         | como Brian Firkus               |
| "Mama Don't Make Me Put On The Dress Again" | 2017 | Two Birds | como Trixie Mattel/Brian Firkus |
| "Moving Parts (Acoustic)"                   | 2018 | -         |                                 |

### Otras canciones
| Título              | Año  | Otros artista(s)                                                                               | Álbum                           | Ref..  |
| ------------------- | ---- | ---------------------------------------------------------------------------------------------- | ------------------------------- | ------ |
| "Geronimo"          | 2015 | RuPaul                                                                                         | RuPaul Presents CoverGurlz 2    | [ 15 ] |
| "Eggs"              | 2016 | Lucian Piane, Ginger Minj                                                                      | RuPaul's Drag Race: The Rusical |        |
| "Drag Up Your Life" | 2018 | RuPaul featuring Trixie Mattel, BeBe Zahara Benet, BenDeLaCreme, Shangela, & Kennedy Davenport | -                               |        |
| "Kitty Girl"        | 2018 | RuPaul featuring Trixie Mattel, BeBe Zahara Benet, Shangela, & Kennedy Davenport               | -                               |        |

| Predecesora: Alaska | Ganadora de RuPaul's Drag Race: All Stars 2018 | Sucesora: Monét X Change Trinity The Tuck |